# ويندي ماكليندون كوفي
ويندي ماكليندون كوفي (بالإنجليزية: Wendi McLendon-Covey)‏ (ولدت 10 أكتوبر 1969)، هي ممثلة وكاتبة أمريكية. بدأت مهنتها من خلال شبكة كوميدي سنترال في مسلسل Reno 911!، مؤديةً شخصية كلمنتاين جونسون في الفترة ما بين 2003–08.

## النشأة
ولدت ويندي في بيلفلاوير، كاليفورنيا، ترعرعت على تعاليم الكنيسة المعمدانية، وتنحدر من أصول إنجليزية واسكتلندية. حصلت عام 2000 على شهادة البكالوريوس في الدراسات الليبرالية والكتابة الإبداعية من جامعة ولاية كاليفورنيا.

## فيلموغرافيا

### أفلام
- 2011: الإشبينات
- 2012: ماذا تتوقع وأنت في انتظار طفل
- 2014: نادي الأمهات العازبات
- 2015: أهلا، اسمي دوريس

- 2016: جيش من واحد

### مسلسلات
- 2008: المكتب

- 2009: 10 أشياء أكرهها بشأنك

- 2019: ويزردز أوف ويفرلي بليس
- 2010_2013: قواعد الارتباط
- 2012: برغر بوب
- 2012: عرض لوني تونز
- 2013: العائلة الحديثة
- 2015: أميريكان داد!

## روابط خارجية
- ويندي ماكليندون كوفي على موقع IMDb (الإنجليزية)
- ويندي ماكليندون كوفي على موقع ميتاكريتيك (الإنجليزية)
- ويندي ماكليندون كوفي على موقع روتن توميتوز (الإنجليزية)
- ويندي ماكليندون كوفي على موقع ألو سيني (الفرنسية)
- ويندي ماكليندون كوفي على موقع أول موفي (الإنجليزية)
- ويندي ماكليندون كوفي على موقع قاعدة بيانات الأفلام السويدية (السويدية)
- ويندي ماكليندون كوفي على موقع إن إن دي بي (الإنجليزية)
- ويندي ماكليندون كوفي على موقع قاعدة بيانات الفيلم (الإنجليزية)
- ويندي ماكليندون كوفي على موقع كينوبويسك (الروسية)

wendimclendoncoعلى تويتر. 